# Îlet Patience
L'îlet Patience est un îlet de l'île de La Réunion, département d'outre mer français dans le sud ouest de l'océan Indien.

## Géographie
Plateau incliné situé à une altitude entre 1 672 et 1 300 mètres d'altitude sur le massif du Piton des Neiges, il relève du territoire communal de Saint-Benoît et du cœur du parc national de La Réunion.
L'îlet Patience abrite une forêt tropicale humide de montagne extrêmement bien conservée du fait de son isolement. Il constitue géologiquement un horst[réf. nécessaire], car bordé de tous côtés de remparts élevés. On distingue plusieurs ravines qui prennent leur source sur le plateau : le Bras Magasin, dirigé vers le nord-est, se déversant dans la rivière des Marsouins pars les cascades du Bras Magasin, la Ravine de l’Étang se jetant dans le Grand Étang par les cascades du Bras d'Anette, ou encore la ravine Biberon sur laquelle se trouve la cascade Biberon. Le rempart nord de l'îlet Patience forme la bordure d'une ancienne caldeira du piton des Neiges, actuellement occupée par la vallée de Takamaka. Une partie du plateau fait partie du lot de chasse no 5 : forêt de la plaine des Palmistes pour la saison 2014. L'îlet Patience est accessible à pied depuis la plaine des Palmistes par le sentier fermé par arrêté préfectoral du Bras Cabot, menant aux sources thermales du Bras Cabot.